# Isognathus amazonica
Isognathus amazonica är en fjärilsart som beskrevs av Clark 1928. Isognathus amazonica ingår i släktet Isognathus och familjen svärmare. Inga underarter finns listade i Catalogue of Life.